# Alex nephodes
Alex nephodes är en fjärilsart som beskrevs av Reginald James West 1930.
Alex nephodes ingår i släktet Alex och familjen mätare. Inga underarter finns listade i Catalogue of Life.